# Prodidomus kimberley
Prodidomus kimberley är en spindelart som beskrevs av Norman I. Platnick och Baehr 2006. Prodidomus kimberley ingår i släktet Prodidomus och familjen Prodidomidae. Inga underarter finns listade i Catalogue of Life.